# Madness (sång)
"Madness" är en låt av den finländska rockgruppen The Rasmus, och det första spåret på deras fjärde album Into. Låten gavs ut som singel den 3 september 2001 genom Playground Music. Singeln är dock inte i samma version som den från albumet, utan innehåller en radio edit-version. Trots att låtarna inte är identiska har de ändå en speltid på 3 minuter och 12 sekunder. "Madness" låg på Finlands singellista under sex veckor totalt, och hamnade på andra plats som bäst placering under en vecka. Dock nådde inte singeln någon placering på övriga länders topplistor.
Texten till "Madness" skrevs av Lauri Ylönen (sång) och är en ganska snabb rocklåt med mjuka rockackord. Basisten Eero Heinonen tycker däremot att det är mer en melodisk poplåt. Texten speglar känslorna som bandmedlemmarna själva hade när de bytte trummis från Janne Heiskanen till Aki Hakala innan sekelskiftet. Det är en fem år gammal berättelse där orden inte hör ihop, men som ändå får fram ett speciellt meddelande. De menar att de inte riktigt vet i vilken riktning livet tar dem, men att de ändå är bereda på att gå vidare.
På singeln finns förutom "Madness" två b-sidor, vilka är "Play Dead" och "Used to Feel Before". Båda dessa låtar är covers på Björk respektive Kingston Wall, och gavs ut senare på Into (Special Edition) under 2003. Singeln innehåller även musikvideon till låten "Chill" i MPEG-format.

## Låtlista
Alla låtar skriva av The Rasmus om inget annat anges.
CD-singel (3 september 2001; Playground Music Scandinavia PGMCDS 9)
1. "Madness" (Radio Edit) – 3:12
2. "Play Dead" (Björk-cover) – 5:35
3. "Used to Feel Before" (Petri Walli; Kingston Wall) – 4:24
4. "Chill" (video);

Officiell musikvideo i MPEG-format. Regisserad av The Rasmus och redigerad av Johan Skaneby.

## Fakta om b-sidorna

### Play Dead
- Musik/text: Björk, Arnold, Wobble

Den första b-sidan "Play Dead" är en cover av den isländska sångerskan Björk. Lauri Ylönen är ett stort fan av Björk och har visat detta genom att bland annat tatuera en bild av henne på sin arm. The Rasmus version spelas på elgitarr, istället för stråkinstrument som originalet. Gitarristen Pauli Rantasalmi använder även wah-wah-pedaler för att få till det insvepta sound som hörs i låten.
Låten utgavs senare på Into - Special Edition 2003.

### Used to Feel Before
- Musik/text: Petri Walli

Singelns andra b-sida, "Used to Feel Before", är en cover av det finländska rockbandet Kingston Wall.
Låten utgavs senare på Into - Special Edition 2003.

## Medverkande
The Rasmus
- Lauri Ylönen – sång
- Eero Heinonen – bas
- Pauli Rantasalmi – gitarr
- Aki Hakala – trummor

Produktion
- Mikael Nord Andersson & Martin Hansen – produktion, inspelning, programmering, keyboard, tillagda ljud (NordHansen Studio, Stockholm)
- Claes Persson – mastering (CRP Recordings)
- Leif Allansson – mixning (NordHansen Studio, Stockholm)
- Michael Blair – textsamarbetare
- Jeanette Fredenberg – fotografi av The Rasmus till singelns skivomslag
- Henrik Walse – layout till singelns skivomslag
- "Play Dead" & "Used to Feel Before" spelades in live och mixades av Rene Siren vid Arabia Studios, Helsingfors den 20 juni 2001.